# Cercopithecus lowei
Cercopithecus lowei är en primat i släktet markattor som förekommer i västra Afrika. Taxonet listades en längre tid som underart till Campbells markatta (Cercopithecus campbelli) och sedan 2013 godkänns den som art.
Arten förekommer med flera från varandra skilda populationer i södra Elfenbenskusten och Ghana vid Guineabukten. Kanske når den angränsande områden längre västerut. Den vistas i olika slags skogar, i mangrove, i savanner med trädgrupper och i odlade områden med några träd.
Denna markatta hotas av skogsavverkningar och av jakt för köttets skull. Den har viss förmåga att anpassa sig till landskapsförändringar. För att skydda beståndet listas primaten i appendix II av CITES. IUCN listar Cercopithecus lowei som livskraftig (LC).